# Einbaum vom Moossee

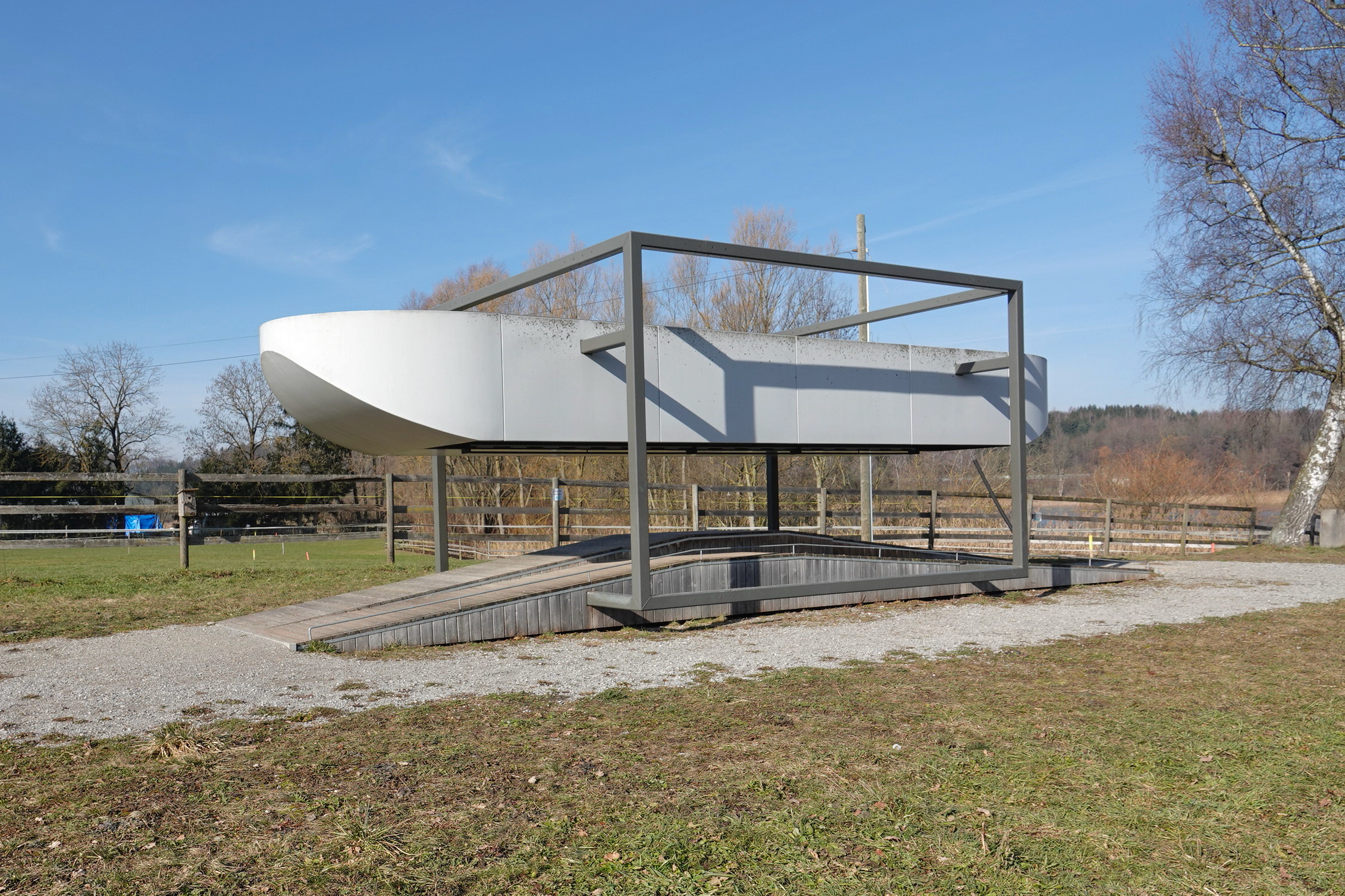
Aussenansicht der im Freien stehenden Ausstellungsvitrine des Einbaums vom Moossee

Der Einbaum vom Moossee ist das älteste in der Schweiz gefundene Boot. Der aus Lindenholz gefertigte Einbaum – bronzezeitliche Boote sind meist aus Eichenstämmen – von mindestens 5,80 m Länge und 65 cm Breite wurde in die Mitte des 5. Jahrtausends v. Chr. datiert, ist somit älter als die älteste bekannte Seeufersiedlung der Schweiz in Egolzwil. Der Boden und die einzig erhaltene Aussenwand sind extrem dünn. Die Aussenwand ist nur einen Zentimeter stark. Einbäume in der Vor- und Frühgeschichte traten erstmals im 8. bis 6. Jahrtausend v. Chr. auf.
Das Boot wurde bei Ausgrabungen im Juli 2011 in Moosseedorf im Kanton Bern gefunden. Die Bergung wurde durch zwei vorgefundene Brüche des Wracks, das im Sediment des Moossees lag, erleichtert. In drei Teilen wurde das Boot verschalt und mit Hilfe eines mobilen Gerüsts und eines Kettenzugs gehoben. Die Grabungsleitung hatte dabei Marco Amstutz, der diese Funktion als Leiter der Grabung an der Seeufersiedlung mit übernahm. 2011 bis 2013 sollte das Boot, da es entsprechende Einrichtungen in der Schweiz nicht gibt, in die Konservierungslabors des Römisch-Germanischen Zentralmuseums in Mainz verbracht werden, um 2014 für Ausstellungen zur Verfügung zu stehen.
Im Rahmen des Projekts «Das Boot zurück an den See tragen» der Gemeinde Moosseedorf, wurde der Einbaum 2018 in Zusammenarbeit mit dem Archäologischen Dienst des Kantons Bern und der Groenlandbasel GmbH in eine Aussenvitrine am Moossee gebracht, wo es seitdem ausgestellt ist.